# أمن داخلي
الأمن الداخلي هو فعل حفظ السلم داخل حدود دولة ذات سيادة أو غيرها من مناطق الحكم الذاتي ويتم ذلك عمومًا من خلال الحفاظ على القانون الوطني والتصدي لمخاطر الأمن الداخلي. ويتراوح تحمل مسؤولية الأمن الداخلي بين الشرطة والقوات شبه العسكرية، وفي حالات استثنائية توكل المهمة لـ القوات المسلحة نفسها.

## مخاطر الأمن الداخلي
تتراوح مخاطر السلم العام من الاضطراب المدني منخفض المستوى أو العنف الواسع النطاق أو حتى التمرد المسلح. وقد تكون مخاطر الأمن الداخلي موجهة إما ضد مواطني الدولة أو ضد أجهزة الدولة نفسها أو بنيتها التحتية، وقد تتراوح ما بين الجريمة التافهة والجريمة المنظمة الخطيرة أو حالة عدم استقرار سياسي أو صناعي أو حتى إرهاب داخلي. وقد تمثل القوى الخارجية أيضًا تهديدًا للأمن الداخلي إما بممارسة الإرهاب أو رعايته ورعاية التمرد دون إعلان الحرب فعليًا.

## القوى والهيئات
تُلقى مسؤولية الحكومة عن الأمن الداخلي على عاتق وزارة الداخلية في مقابل وزارة الدفاع. وباختلاف الدولة، يحافظ على الأمن الداخلي في الدولة إما الشرطة أو هيئات تطبيق القانون أو قوات الشرطة الأكثر تسليحًا (المعروفة باسم قوات الدرك. وقد توجد بعض الهيئات الأكثر تخصصًا في الأمن الداخلي لتعزيز تلك القوات الأساسية مثل حرس الحدود ووحدات الشرطة الخاصة أو قطاعات من قائمة هيئات المخابرات في الدولة. وفي بعض الدول، يكون الأمن الداخلي هو المسؤولية الأساسية لـ قوة البوليس السري.
يختلف مستوى القوة التي يسمح للهيئات والقوات المسؤولة عن حفظ الأمن الداخلي باستخدامها من الشرطة غير المسلحة إلى المنظمات شبه العسكرية الكاملة التسليح أو استخدام بعض مستويات الأسلحة الأقل خطرًا فيما بين الاثنين. وقد تشمل قوات الأمن الداخلي في المواقف العنيفة استخدام بعض المعدات العسكرية مثل المركبات المدرعة غير العسكرية.

## نواحي العدالة
قد تمتلك قوات الأمن الداخلي تشريعًا على المستويين القومي أو الفيدرالي وذلك حسب النظام القائم في الدولة. وبما أن مفهوم الأمن الداخلي يشير إلى كيان الدولة ومواطنيها، فإن الأشخاص الذين يهددون الأمن الداخلي يمكن اعتبارهم أعداء الدولة أو أعداء الشعب.
يعامل الأشخاص الذين تحتجزهم قوات الأمن الداخلي حسب نظام العدالة الجنائية الطبيعي، أو في الجرائم الأكثر تهديدًا للأمن الداخلي مثل الخيانة، قد يواجه هؤلاء الأشخاص إجراءات خاصة مثل المحاكمات السرية. وفي أوقات الاضطرابات الشديدة، قد تتضمن إجراءات الأمن الداخلي إجراءات مثل الاعتقال (احتجاز دون محاكمة).

## علاقة الأمن الداخلي بالقوات العسكرية
حسب طبيعة نمط الحكم في الدولة المعنية، لا تقوم القوات المسلحة عمومًا بمسؤولية حفظ الأمن الداخلي، فدورها الأساسي هو الدفاع عن البلاد ضد المخاطر الخارجية، باستثناء أوقات الاضطرابات الشديدة أو غيرها من حالات الطوارئ، أو اختصارًا الحرب الأهلية. ويحظر حظرًا صريحًا أن تشترك القوات العسكرية في حفظ الأمن الداخلي، أو يكون ذلك قاصرًا على ترخيص المساعدة العسكرية للقوات المدنية كجزء من مبدأ المدني يحكم العسكري. ويمكن وضع وحدات القوات الخاصة في بعض الحالات تحت قيادة القوى المدنية بصورة مؤقتة من أجل بعض مواقف الأمن الداخلي الخاصة مثل عمليات مكافحة الإرهاب.